# Río Guadarranque (afluente del Gévora)
El Guadarranque es un curso de agua del interior de la península ibérica, afluente del Gévora. Discurre por la provincia española de Badajoz.

## Descripción
El río Guadarranque, que discurre por el oeste de la provincia de Badajoz en dirección norte-sur, pertenece a la cuenca hidrográfica del Guadiana. Nacería al oeste de Alburquerque a partir de la unión de varios arroyos y es afluente por la izquierda del Gévora. En 2015 se desplomaron varios arcos del puente que lo cruza. Aparece descrito en el noveno volumen del Diccionario geográfico-estadístico-histórico de España y sus posesiones de Ultramar de Pascual Madoz de la siguiente manera:

GUADARRANQUE: rivera en la prov. de Badajoz, part. jud. de Alburquerque: se forma una leg. al O. de esta v. de la confluencia de los arroyos del Fraile, Alcorneo y otras corrientes en tiempos de lluvias; corre de N. á S. una leg. hasta desaguar en el Gébora por su márg. izq.: tiene un puente 1/2 leg. SO. de la v. en el camino para la Codosera, el cual consta de 3 ojos por donde corre el agua, y 2 pequeños á los estremos: los arcos y pilastras son de piedra berroqueña, el pavimento empedrado, y los pretiles de mamposteria: pierde su curso en el verano, pero conservando algunos charos para curar los linos.
(Madoz, 1847, p. 31)

Sus aguas acaban vertidas en el Atlántico.